# Batalha de Blood River Poort
Na Batalha de Blood River Poort ou Scheeper's Nek em 17 de setembro de 1901, um comando Boer liderado por Louis Botha esmagou uma força britânica comandada pelo Major Hubert Gough durante a Segunda Guerra Boer.

## Antecedentes
Em agosto de 1901, os líderes bôeres decidiram enviar forças para o sul, para Natal e a Colônia do Cabo, na esperança de causar uma revolta na Colônia do Cabo, de maioria holandesa, ou pelo menos conseguir recrutas para seus exércitos. Consequentemente, um comando sob o comando de Botha moveu-se para sudeste em direção a Natal, enquanto outro comando sob o comando de Jan Smuts invadiu o sul, na Colônia do Cabo.
A Inteligência Britânica detectou o plano, mas Botha evitou as colunas de interceptação britânicas. As chuvas frias da primavera tornaram a marcha especialmente difícil para os cavalos dos bôeres. Em 14 de setembro, Botha deixou seu comando de 1 000 homens acampar perto de Utrecht para permitir a recuperação dos cavalos. Enquanto isso, a 24ª Infantaria Montada de Gough fez um movimento de 500 milhas (800 km) de trem de Kroonstad, no Estado Livre de Orange, para Dundee, em Natal. Gough recebeu informações de que Botha e 700 bôeres estavam por perto.

## Batalha
Gough conduziu a 24ª Infantaria Montada de Dundee até De Jaeger's Drift, um vau no rio Buffalo. Descartando o relatório de inteligência como exagerado, ele liderou três companhias em um reconhecimento através do rio. Através de seus binóculos, ele avistou 300 bôeres que desmontaram em uma fazenda perto de Blood River Poort. Deixando seu colega tenente-coronel H. K. Stewart com 450 homens na 24ª Infantaria Montada na retaguarda, Gough avançou para uma planície no início da tarde, planejando surpreender os bôeres na fazenda. Sem que Gough soubesse, Botha estava se movendo pelo flanco direito com 700 homens.
O ataque montado de Botha inundou completamente a força em menor número de Gough. O tenente Llewellyn Price-Davies, do King's Royal Rifle Corps, ganhou a Victoria Cross por defender valentemente os canhões de campanha. Gough foi capturado, escapou, capturado novamente e finalmente escapou a pé na escuridão. Do lado britânico, quatro oficiais e 19 outras patentes foram mortos ou mortalmente feridos, 2 oficiais e 19 homens feridos e 6 oficiais e 235 homens capturados. De acordo com a política bôer, os capturados foram despojados de suas armas e de qualquer equipamento útil, bem como da maior parte de suas roupas, e foram autorizados a caminhar até o posto britânico mais próximo. Os bôeres apreenderam dois canhões de campanha, 180 rifles e uma grande quantidade de munições para armas pequenas. Os 200 cavalos capturados estavam em más condições e de pouca utilidade para os invasores. As perdas dos bôeres foram leves.

## Consequências
Botha não conseguiu explorar sua vitória porque encontrou todas as travessias do rio Buffalo bloqueadas pelos britânicos. Os bôeres mudaram-se para sudeste, na esperança de encontrar um lugar para cruzar para Natal. Na fronteira com a Zululândia, Botha atacou um acampamento britânico chamado Fort Itala, acreditando que era fracamente defendido. Em vez disso, os bôeres ficaram com o nariz sangrando quando 56 de seus homens foram mortos ou feridos. Quando Botha percebeu que as forças britânicas estavam se aproximando com uma força esmagadora, ele voltou para o Transvaal, seu ataque foi um fracasso.